# Europees kampioenschap handbal vrouwen 2018
Het 13e Europees kampioenschap handbal vrouwen vond plaats van donderdag 29 november 2018 tot en met zondag 16 december 2018 in Frankrijk. Het was de eerste keer dat Frankrijk het toernooi organiseerde.
Er deden zestien landen mee, waarvan er twaalf naar de tweede ronde gingen. Van die twaalf gingen er vier door naar de knock-outfase.
Het Noorse team won het vorige toernooi en was titelverdediger.

## Kwalificatie

### Gekwalificeerde teams
| Land       | Gekwalificeerd als | Datum van kwalificatie | Voorgaande deelnames                                                         |
| ---------- | ------------------ | ---------------------- | ---------------------------------------------------------------------------- |
| Frankrijk  | Gastland           | 26 juli 2015           | 9 (2000, 2002, 2004, 2006, 2008, 2010, 2012, 2014 , 2016)                    |
| Denemarken | Winnaar Groep 5    | 24 maart 2018          | 12 (1994, 1996, 1998, 2000, 2002, 2004, 2006, 2008, 2010, 2012, 2014, 2016)  |
| Montenegro | Winnaar Groep 2    | 24 maart 2018          | 4 (2010, 2012, 2014, 2016)                                                   |
| Noorwegen  | Winnaar Groep 1    | 25 maart 2018          | 12 (1994, 1996, 1998, 2000, 2002, 2004, 2006, 2008, 2010, 2012, 2014, 2016)  |
| Spanje     | Winnaar Groep 6    | 30 mei 2018            | 8 (1998, 2002, 2004, 2006, 2008, 2010, 2012, 2014,2016)                      |
| Zweden     | Tweede Groep 3     | 30 mei 2018            | 10 (1994, 1996, 2002, 2004, 2006, 2008, 2010, 2012, 2014 ,2016)              |
| Servië     | Winnaar Groep 3    | 30 mei 2018            | 9 (2000, 2002, 2004, 2006, 2008, 2010, 2012, 2014,2016)                      |
| Duitsland  | Tweede Groep 6     | 31 mei 2018            | 12 (1994, 1996, 1998, 2000, 2002, 2004, 2006, 2008, 2010, 2012, 2014 ,2016 ) |
| Hongarije  | Winnaar Groep 7    | 31 mei 2018            | 12 (1994, 1996, 1998, 2000, 2002, 2004, 2006, 2008, 2010, 2012, 2014 ,2016)  |
| Nederland  | Tweede Groep 7     | 31 mei 2018            | 6 (1998, 2002, 2006, 2010, 2014, 2016)                                       |
| Roemenië   | Winnaar Groep 4    | 31 mei 2018            | 11 (1994, 1996, 1998, 2000, 2002, 2004, 2008, 2010, 2012, 2014, 2016)        |
| Kroatië    | Tweede Groep 1     | 2 juni 2018            | 8 (1994, 1996, 2004, 2006, 2008, 2010, 2012, 2014 ,2016 )                    |
| Rusland    | Tweede Groep 4     | 3 juni 2018            | 12 (1994, 1996, 1998, 2000, 2002, 2004, 2006, 2008, 2010, 2012, 2014 ,2016)  |
| Polen      | Tweede Groep 2     | 3 juni 2018            | 5 (1996,1998, 2006 , 2014, 2016)                                             |
| Tsjechië   | Tweede Groep 5     | 3 juni 2018            | 5 (1994,2002, 2004, 2012, 2016)                                              |
| Slovenië   | Beste nummer 3     | 3 juni 2018            | 5 (2002, 2004, 2006, 2010, 2016)                                             |

Dikgedrukt is de kampioen van dat jaar. Cursief is het gastland van dat jaar.

## Speelsteden
- Brest: Brest Arena
- Montbéliard: l'Axone
- Nancy: Palais des Sports Jean Weille
- Nantes: Hall XXL
- Parijs: AccorHotels Arena

## Loting
De loting vond plaats op 12 juni 2018 in het Maison de la Radio in Parijs.

## Voorronde
Een land moet bij de eerste drie eindigen om door te gaan naar de tweede ronde.
Alle tijdstippen zijn lokaal (UTC+1).

### Groep A
| Pos | Team       | Wed | W | G | V | DV | DT | DS  | Ptn |
| --- | ---------- | --- | - | - | - | -- | -- | --- | --- |
| 1   | Servië     | 3   | 2 | 0 | 1 | 84 | 73 | +11 | 4   |
| 2   | Zweden     | 3   | 2 | 0 | 1 | 74 | 73 | +1  | 4   |
| 3   | Denemarken | 3   | 2 | 0 | 1 | 83 | 80 | +3  | 4   |
| 4   | Polen      | 3   | 0 | 0 | 3 | 69 | 84 | −15 | 0   |

| 30 november 2018 18.00 | Servië          | 33–26   | Polen          | Hall XXL, Nantes Toeschouwers: 2.230 Scheidsrechters: Bethmann, Tzaferopoulos (GRE) |
| 30 november 2018 18.00 | Krpež Slezak 11 | (13–14) | Kudłacz-Gloc 6 | Hall XXL, Nantes Toeschouwers: 2.230 Scheidsrechters: Bethmann, Tzaferopoulos (GRE) |
| 30 november 2018 18.00 | 1× 3×           | verslag | 1× 4×          | Hall XXL, Nantes Toeschouwers: 2.230 Scheidsrechters: Bethmann, Tzaferopoulos (GRE) |

| 30 november 2018 21.00 | Denemarken | 30–29   | Zweden   | Hall XXL, Nantes Toeschouwers: 3.847 Scheidsrechters: Jurinović, Mrvica (CRO) |
| 30 november 2018 21.00 | Tranborg 7 | (15–16) | Hagman 7 | Hall XXL, Nantes Toeschouwers: 3.847 Scheidsrechters: Jurinović, Mrvica (CRO) |
| 30 november 2018 21.00 | 2× 6× 1×   | verslag | 3×       | Hall XXL, Nantes Toeschouwers: 3.847 Scheidsrechters: Jurinović, Mrvica (CRO) |

| 2 december 2018 15.00 | Polen        | 21–28   | Denemarken                 | Hall XXL, Nantes Toeschouwers: 3.683 Scheidsrechters: Horváth, Márton (HUN) |
| 2 december 2018 15.00 | Kobylińska 7 | (9–11)  | K. Jørgensen, Østergaard 5 | Hall XXL, Nantes Toeschouwers: 3.683 Scheidsrechters: Horváth, Márton (HUN) |
| 2 december 2018 15.00 | 2× 1×        | verslag | 2× 6×                      | Hall XXL, Nantes Toeschouwers: 3.683 Scheidsrechters: Horváth, Márton (HUN) |

| 2 december 2018 18.00 | Zweden | 22–21   | Servië         | Hall XXL, Nantes Toeschouwers: 3.810 Scheidsrechters: Năstase, Stancu (ROU) |
| 2 december 2018 18.00 | Alm 5  | (11–13) | Krpež Slezak 7 | Hall XXL, Nantes Toeschouwers: 3.810 Scheidsrechters: Năstase, Stancu (ROU) |
| 2 december 2018 18.00 | 1× 4×  | verslag | 3× 5×          | Hall XXL, Nantes Toeschouwers: 3.810 Scheidsrechters: Năstase, Stancu (ROU) |

| 4 december 2018 18.00 | Zweden               | 23–22   | Polen   | Hall XXL, Nantes Toeschouwers: 3.014 Scheidsrechters: García, Marín (ESP) |
| 4 december 2018 18.00 | Blomstrand, Hagman 4 | (10–5)  | Grzyb 9 | Hall XXL, Nantes Toeschouwers: 3.014 Scheidsrechters: García, Marín (ESP) |
| 4 december 2018 18.00 | 3× 2×                | verslag | 1× 5×   | Hall XXL, Nantes Toeschouwers: 3.014 Scheidsrechters: García, Marín (ESP) |

| 4 december 2018 21.00 | Denemarken   | 25–30   | Servië                | Hall XXL, Nantes Toeschouwers: 3.026 Scheidsrechters: Covalciuc, Covalciuc (MDA) |
| 4 december 2018 21.00 | Østergaard 6 | (13–17) | Krpež Slezak, Lekić 8 | Hall XXL, Nantes Toeschouwers: 3.026 Scheidsrechters: Covalciuc, Covalciuc (MDA) |
| 4 december 2018 21.00 | 3× 4×        | verslag | 2×                    | Hall XXL, Nantes Toeschouwers: 3.026 Scheidsrechters: Covalciuc, Covalciuc (MDA) |

### Groep B
| Pos | Team       | Wed | W | G | V | DV | DT | DS  | Ptn |
| --- | ---------- | --- | - | - | - | -- | -- | --- | --- |
| 1   | Rusland    | 3   | 2 | 0 | 1 | 77 | 75 | +2  | 4   |
| 2   | Frankrijk  | 3   | 2 | 0 | 1 | 78 | 67 | +11 | 4   |
| 3   | Montenegro | 3   | 1 | 0 | 2 | 79 | 81 | −2  | 2   |
| 4   | Slovenië   | 3   | 1 | 0 | 2 | 82 | 93 | −11 | 2   |

| 29 november 2018 21.00 | Frankrijk | 23–26   | Rusland      | Palais des Sports Jean Weille, Nancy Toeschouwers: 5.220 Scheidsrechters: García, Marín (ESP) |
| 29 november 2018 21.00 | Kanor 6   | (11–11) | Dmitrijeva 8 | Palais des Sports Jean Weille, Nancy Toeschouwers: 5.220 Scheidsrechters: García, Marín (ESP) |
| 29 november 2018 21.00 | 4× 5×     | verslag | 2× 4×        | Palais des Sports Jean Weille, Nancy Toeschouwers: 5.220 Scheidsrechters: García, Marín (ESP) |

| 30 november 2018 21.00 | Montenegro  | 36–32   | Slovenië | Palais des Sports Jean Weille, Nancy Toeschouwers: 1.956 Scheidsrechters: Năstase, Stancu (ROU) |
| 30 november 2018 21.00 | Radičević 7 | (18–12) | Gros 8   | Palais des Sports Jean Weille, Nancy Toeschouwers: 1.956 Scheidsrechters: Năstase, Stancu (ROU) |
| 30 november 2018 21.00 | 2× 6×       | verslag | 3× 2×    | Palais des Sports Jean Weille, Nancy Toeschouwers: 1.956 Scheidsrechters: Năstase, Stancu (ROU) |

| 2 december 2018 15.00 | Slovenië | 21–30   | Frankrijk | Palais des Sports Jean Weille, Nancy Toeschouwers: 5.220 Scheidsrechters: Covalciuc, Covalciuc (MDA) |
| 2 december 2018 15.00 | Gros 5   | (8–17)  | Zaadi 6   | Palais des Sports Jean Weille, Nancy Toeschouwers: 5.220 Scheidsrechters: Covalciuc, Covalciuc (MDA) |
| 2 december 2018 15.00 | 2×       | verslag | 4× 2×     | Palais des Sports Jean Weille, Nancy Toeschouwers: 5.220 Scheidsrechters: Covalciuc, Covalciuc (MDA) |

| 2 december 2018 18.00 | Rusland     | 24–23   | Montenegro  | Palais des Sports Jean Weille, Nancy Toeschouwers: 3.229 Scheidsrechters: Jurinović, Mrvica (CRO) |
| 2 december 2018 18.00 | Samochina 7 | (13–15) | Jauković 12 | Palais des Sports Jean Weille, Nancy Toeschouwers: 3.229 Scheidsrechters: Jurinović, Mrvica (CRO) |
| 2 december 2018 18.00 | 3× 5×       | verslag | 4× 1×       | Palais des Sports Jean Weille, Nancy Toeschouwers: 3.229 Scheidsrechters: Jurinović, Mrvica (CRO) |

| 4 december 2018 18.00 | Rusland      | 27–29   | Slovenië | Palais des Sports Jean Weille, Nancy Toeschouwers: 3.120 Scheidsrechters: Bethmann, Tzaferopoulos (GRE) |
| 4 december 2018 18.00 | Kotsjetova 6 | (13–13) | Gros 12  | Palais des Sports Jean Weille, Nancy Toeschouwers: 3.120 Scheidsrechters: Bethmann, Tzaferopoulos (GRE) |
| 4 december 2018 18.00 | 3× 1×        | verslag | 3× 6×    | Palais des Sports Jean Weille, Nancy Toeschouwers: 3.120 Scheidsrechters: Bethmann, Tzaferopoulos (GRE) |

| 4 december 2018 21.00 | Frankrijk   | 25–20   | Montenegro  | Palais des Sports Jean Weille, Nancy Toeschouwers: 5.220 Scheidsrechters: Horváth, Márton (HUN) |
| 4 december 2018 21.00 | Nze Minko 7 | (16–8)  | Radičević 6 | Palais des Sports Jean Weille, Nancy Toeschouwers: 5.220 Scheidsrechters: Horváth, Márton (HUN) |
| 4 december 2018 21.00 | 3× 4×       | verslag | 3× 4×       | Palais des Sports Jean Weille, Nancy Toeschouwers: 5.220 Scheidsrechters: Horváth, Márton (HUN) |

### Groep C
| Pos | Team      | Wed | W | G | V | DV | DT | DS  | Ptn |
| --- | --------- | --- | - | - | - | -- | -- | --- | --- |
| 1   | Nederland | 3   | 3 | 0 | 0 | 90 | 75 | +15 | 6   |
| 2   | Hongarije | 3   | 2 | 0 | 1 | 81 | 72 | +9  | 4   |
| 3   | Spanje    | 3   | 1 | 0 | 2 | 78 | 78 | 0   | 2   |
| 4   | Kroatië   | 3   | 0 | 0 | 3 | 59 | 83 | −24 | 0   |

| 1 december 2018 15.00 | Hongarije       | 25–28   | Nederland         | Axone, Montbéliard Toeschouwers: 2.800 Scheidsrechters: Alpaidze, Berjozkina (RUS) |
| 1 december 2018 15.00 | Háfra, Kovács 5 | (11–11) | Abbingh, Dulfer 5 | Axone, Montbéliard Toeschouwers: 2.800 Scheidsrechters: Alpaidze, Berjozkina (RUS) |
| 1 december 2018 15.00 | 4× 5×           | verslag | 1× 5×             | Axone, Montbéliard Toeschouwers: 2.800 Scheidsrechters: Alpaidze, Berjozkina (RUS) |

| 1 december 2018 18.00 | Spanje | 25–18   | Kroatië | Axone, Montbéliard Toeschouwers: 3.600 Scheidsrechters: Bennani, Bennani (SWE) |
| 1 december 2018 18.00 | Pena 7 | (15–5)  | Dežić 4 | Axone, Montbéliard Toeschouwers: 3.600 Scheidsrechters: Bennani, Bennani (SWE) |
| 1 december 2018 18.00 | 3×     | verslag | 2× 3×   | Axone, Montbéliard Toeschouwers: 3.600 Scheidsrechters: Bennani, Bennani (SWE) |

| 3 december 2018 18.00 | Kroatië  | 18–24   | Hongarije                | Axone, Montbéliard Toeschouwers: 2.731 Scheidsrechters: Vranes, Wenninger (AUT) |
| 3 december 2018 18.00 | Krsnik 8 | (9–13)  | Háfra, Kovács, Schatzl 5 | Axone, Montbéliard Toeschouwers: 2.731 Scheidsrechters: Vranes, Wenninger (AUT) |
| 3 december 2018 18.00 | 1× 7×    | verslag | 2× 4×                    | Axone, Montbéliard Toeschouwers: 2.731 Scheidsrechters: Vranes, Wenninger (AUT) |

| 3 december 2018 21.00 | Nederland | 28–27   | Spanje   | Axone, Montbéliard Toeschouwers: 3.862 Scheidsrechters: Bonaventura, Bonaventura (FRA) |
| 3 december 2018 21.00 | Groot 9   | (14–11) | Martín 6 | Axone, Montbéliard Toeschouwers: 3.862 Scheidsrechters: Bonaventura, Bonaventura (FRA) |
| 3 december 2018 21.00 | 2× 3×     | verslag | 1× 6×    | Axone, Montbéliard Toeschouwers: 3.862 Scheidsrechters: Bonaventura, Bonaventura (FRA) |

| 5 december 2018 18.00 | Nederland | 34–23   | Kroatië        | Axone, Montbéliard Toeschouwers: 4.470 Scheidsrechters: Christiansen, Hansen (DEN) |
| 5 december 2018 18.00 | Amega 8   | (17–10) | Kalaus, Turk 6 | Axone, Montbéliard Toeschouwers: 4.470 Scheidsrechters: Christiansen, Hansen (DEN) |
| 5 december 2018 18.00 | 2×        | verslag | 2×             | Axone, Montbéliard Toeschouwers: 4.470 Scheidsrechters: Christiansen, Hansen (DEN) |

| 5 december 2018 21.00 | Hongarije | 32–26   | Spanje   | Axone, Montbéliard Toeschouwers: 2.768 Scheidsrechters: Mošorinski, Pandžić (SRB) |
| 5 december 2018 21.00 | Planéta 8 | (19–14) | Martín 6 | Axone, Montbéliard Toeschouwers: 2.768 Scheidsrechters: Mošorinski, Pandžić (SRB) |
| 5 december 2018 21.00 | 3× 4×     | verslag | 2×       | Axone, Montbéliard Toeschouwers: 2.768 Scheidsrechters: Mošorinski, Pandžić (SRB) |

### Groep D
| Pos | Team      | Wed | W | G | V | DV | DT | DS  | Ptn |
| --- | --------- | --- | - | - | - | -- | -- | --- | --- |
| 1   | Roemenië  | 3   | 3 | 0 | 0 | 91 | 75 | +16 | 6   |
| 2   | Duitsland | 3   | 2 | 0 | 1 | 87 | 89 | −2  | 4   |
| 3   | Noorwegen | 3   | 1 | 0 | 2 | 86 | 81 | +5  | 2   |
| 4   | Tsjechië  | 3   | 0 | 0 | 3 | 73 | 92 | −19 | 0   |

| 1 december 2018 15.00 | Noorwegen | 32–33   | Duitsland        | Brest Arena, Brest Toeschouwers: 3.520 Scheidsrechters: Bonaventura, Bonaventura (FRA) |
| 1 december 2018 15.00 | Oftedal 7 | (16–15) | Bölk, Großmann 5 | Brest Arena, Brest Toeschouwers: 3.520 Scheidsrechters: Bonaventura, Bonaventura (FRA) |
| 1 december 2018 15.00 | 2× 5×     | verslag | 2× 5×            | Brest Arena, Brest Toeschouwers: 3.520 Scheidsrechters: Bonaventura, Bonaventura (FRA) |

| 1 december 2018 18.00 | Roemenië   | 31–28   | Tsjechië         | Brest Arena, Brest Toeschouwers: 3.098 Scheidsrechters: Christiansen, Hansen (DEN) |
| 1 december 2018 18.00 | Buceschi 9 | (17–11) | Luzumová, Malá 5 | Brest Arena, Brest Toeschouwers: 3.098 Scheidsrechters: Christiansen, Hansen (DEN) |
| 1 december 2018 18.00 | 1× 4×      | verslag | 2× 7× 1×         | Brest Arena, Brest Toeschouwers: 3.098 Scheidsrechters: Christiansen, Hansen (DEN) |

| 3 december 2018 18.00 | Duitsland | 24–29   | Roemenië    | Brest Arena, Brest Toeschouwers: 2.106 Scheidsrechters: Mošorinski, Pandžić (SRB) |
| 3 december 2018 18.00 | Behnke 8  | (11–14) | Buceschi 11 | Brest Arena, Brest Toeschouwers: 2.106 Scheidsrechters: Mošorinski, Pandžić (SRB) |
| 3 december 2018 18.00 | 1× 4×     | verslag | 2× 4×       | Brest Arena, Brest Toeschouwers: 2.106 Scheidsrechters: Mošorinski, Pandžić (SRB) |

| 3 december 2018 21.00 | Tsjechië    | 17–31   | Noorwegen    | Brest Arena, Brest Toeschouwers: 1.734 Scheidsrechters: Bennani, Bennani (SWE) |
| 3 december 2018 21.00 | Marčíková 4 | (10–20) | Aune, Løke 6 | Brest Arena, Brest Toeschouwers: 1.734 Scheidsrechters: Bennani, Bennani (SWE) |
| 3 december 2018 21.00 | 3× 1×       | verslag | 2× 1×        | Brest Arena, Brest Toeschouwers: 1.734 Scheidsrechters: Bennani, Bennani (SWE) |

| 5 december 2018 18.00 | Duitsland   | 30–28   | Tsjechië    | Brest Arena, Brest Toeschouwers: 2.930 Scheidsrechters: Vranes, Wenninger (AUT) |
| 5 december 2018 18.00 | Schmelzer 7 | (16–16) | Luzumová 10 | Brest Arena, Brest Toeschouwers: 2.930 Scheidsrechters: Vranes, Wenninger (AUT) |
| 5 december 2018 18.00 | 2× 5×       | verslag | 2× 4×       | Brest Arena, Brest Toeschouwers: 2.930 Scheidsrechters: Vranes, Wenninger (AUT) |

| 5 december 2018 21.00 | Noorwegen           | 23–31   | Roemenië | Brest Arena, Brest Toeschouwers: 2.782 Scheidsrechters: Alpaidze, Berjozkina (RUS) |
| 5 december 2018 21.00 | Aune, Kristiansen 5 | (12–18) | Neagu 11 | Brest Arena, Brest Toeschouwers: 2.782 Scheidsrechters: Alpaidze, Berjozkina (RUS) |
| 5 december 2018 21.00 | 3× 1×               | verslag | 2× 1×    | Brest Arena, Brest Toeschouwers: 2.782 Scheidsrechters: Alpaidze, Berjozkina (RUS) |

## Hoofdronde
De beste twee teams van elke groep plaatsen zich voor de halve finales, De nummers 3 spelen om de vijfde plaats.

### Groep I
In groep I spelen de eerste drie landen uit de groepen A en B. De onderlinge resultaten uit de voorronde blijven staan.
| Pos | Team       | Wed | W | G | V | DV  | DT  | DS  | Ptn |
| --- | ---------- | --- | - | - | - | --- | --- | --- | --- |
| 1   | Rusland    | 5   | 4 | 0 | 1 | 141 | 131 | +10 | 8   |
| 2   | Frankrijk  | 5   | 3 | 1 | 1 | 136 | 118 | +18 | 7   |
| 3   | Zweden     | 5   | 2 | 1 | 2 | 139 | 132 | +7  | 5   |
| 4   | Denemarken | 5   | 2 | 0 | 3 | 123 | 143 | −20 | 4   |
| 5   | Montenegro | 5   | 2 | 0 | 3 | 124 | 128 | −4  | 4   |
| 6   | Servië     | 5   | 1 | 0 | 4 | 131 | 142 | −11 | 2   |

| 6 december 2018 18.00 | Denemarken | 23–29   | Frankrijk   | Hall XXL, Nantes Toeschouwers: 5.296 Scheidsrechters: Jurinović, Mrvica (CRO) |
| 6 december 2018 18.00 | Woller 5   | (11–17) | Nze Minko 6 | Hall XXL, Nantes Toeschouwers: 5.296 Scheidsrechters: Jurinović, Mrvica (CRO) |
| 6 december 2018 18.00 | 3× 7× 1×   | verslag | 3×          | Hall XXL, Nantes Toeschouwers: 5.296 Scheidsrechters: Jurinović, Mrvica (CRO) |

| 6 december 2018 21.00 | Zweden    | 28–30   | Montenegro  | Hall XXL, Nantes Toeschouwers: 2.614 Scheidsrechters: Bethmann, Tzaferopoulos (GRE) |
| 6 december 2018 21.00 | Gulldén 6 | (14–18) | Radičević 9 | Hall XXL, Nantes Toeschouwers: 2.614 Scheidsrechters: Bethmann, Tzaferopoulos (GRE) |
| 6 december 2018 21.00 | 2× 4× 1×  | verslag | 3× 6×       | Hall XXL, Nantes Toeschouwers: 2.614 Scheidsrechters: Bethmann, Tzaferopoulos (GRE) |

| 9 december 2018 15.00 | Zweden    | 21–21   | Frankrijk   | Hall XXL, Nantes Toeschouwers: 7.241 Scheidsrechters: Horváth, Márton (HUN) |
| 9 december 2018 15.00 | Gulldén 6 | (14–11) | Lacrabère 5 | Hall XXL, Nantes Toeschouwers: 7.241 Scheidsrechters: Horváth, Márton (HUN) |
| 9 december 2018 15.00 | 2× 1×     | verslag | 3×          | Hall XXL, Nantes Toeschouwers: 7.241 Scheidsrechters: Horváth, Márton (HUN) |

| 9 december 2018 18.00 | Servië         | 25–29   | Rusland      | Hall XXL, Nantes Toeschouwers: 6.420 Scheidsrechters: García, Marín (ESP) |
| 9 december 2018 18.00 | Krpež Slezak 7 | (13–16) | Dmitrijeva 7 | Hall XXL, Nantes Toeschouwers: 6.420 Scheidsrechters: García, Marín (ESP) |
| 9 december 2018 18.00 | 2×             | verslag | 2× 5×        | Hall XXL, Nantes Toeschouwers: 6.420 Scheidsrechters: García, Marín (ESP) |

| 10 december 2018 18.00 | Denemarken | 21–32   | Rusland      | Hall XXL, Nantes Toeschouwers: 2.812 Scheidsrechters: Bethmann, Tzaferopoulos (GRE) |
| 10 december 2018 18.00 | Heindahl 5 | (9–14)  | Vjachireva 9 | Hall XXL, Nantes Toeschouwers: 2.812 Scheidsrechters: Bethmann, Tzaferopoulos (GRE) |
| 10 december 2018 18.00 | 3× 6×      | verslag | 3× 7× 1×     | Hall XXL, Nantes Toeschouwers: 2.812 Scheidsrechters: Bethmann, Tzaferopoulos (GRE) |

| 10 december 2018 21.00 | Servië          | 27–28   | Montenegro                       | Hall XXL, Nantes Toeschouwers: 2.307 Scheidsrechters: Năstase, Stancu (ROU) |
| 10 december 2018 21.00 | Krpež Slezak 12 | (15–12) | Jauković, Mehmedović, Raičević 6 | Hall XXL, Nantes Toeschouwers: 2.307 Scheidsrechters: Năstase, Stancu (ROU) |
| 10 december 2018 21.00 | 2×              | verslag | 3×                               | Hall XXL, Nantes Toeschouwers: 2.307 Scheidsrechters: Năstase, Stancu (ROU) |

| 12 december 2018 15.45 | Denemarken | 24–23   | Montenegro  | Hall XXL, Nantes Toeschouwers: 3.811 Scheidsrechters: Covalciuc, Covalciuc (MDA) |
| 12 december 2018 15.45 | Hansen 6   | (15–11) | Radičević 7 | Hall XXL, Nantes Toeschouwers: 3.811 Scheidsrechters: Covalciuc, Covalciuc (MDA) |
| 12 december 2018 15.45 | 3× 5×      | verslag | 3×          | Hall XXL, Nantes Toeschouwers: 3.811 Scheidsrechters: Covalciuc, Covalciuc (MDA) |

| 12 december 2018 18.00 | Zweden    | 39–30   | Rusland     | Hall XXL, Nantes Toeschouwers: 3.848 Scheidsrechters: Horváth, Márton (HUN) |
| 12 december 2018 18.00 | Hagman 17 | (18–17) | Samochina 6 | Hall XXL, Nantes Toeschouwers: 3.848 Scheidsrechters: Horváth, Márton (HUN) |
| 12 december 2018 18.00 | 1× 2×     | verslag | 3×          | Hall XXL, Nantes Toeschouwers: 3.848 Scheidsrechters: Horváth, Márton (HUN) |

| 12 december 2018 21.00 | Servië                               | 28–38   | Frankrijk   | Hall XXL, Nantes Toeschouwers: 7.046 Scheidsrechters: García, Marín (ESP) |
| 12 december 2018 21.00 | Kovačević, Krpež Slezak, Pop-Lazić 5 | (14–18) | Nze Minko 9 | Hall XXL, Nantes Toeschouwers: 7.046 Scheidsrechters: García, Marín (ESP) |
| 12 december 2018 21.00 | 1× 2×                                | verslag | 1× 2×       | Hall XXL, Nantes Toeschouwers: 7.046 Scheidsrechters: García, Marín (ESP) |

### Groep II
In groep II spelen de eerste drie landen uit de groepen C en D. De onderlinge resultaten uit de voorronde blijven staan.
| Pos | Team      | Wed | W | G | V | DV  | DT  | DS  | Ptn |
| --- | --------- | --- | - | - | - | --- | --- | --- | --- |
| 1   | Nederland | 5   | 4 | 0 | 1 | 128 | 126 | +2  | 8   |
| 2   | Roemenië  | 5   | 3 | 0 | 2 | 140 | 132 | +8  | 6   |
| 3   | Noorwegen | 5   | 3 | 0 | 2 | 155 | 131 | +24 | 6   |
| 4   | Hongarije | 5   | 3 | 0 | 2 | 139 | 146 | −7  | 6   |
| 5   | Duitsland | 5   | 2 | 0 | 3 | 132 | 137 | −5  | 4   |
| 6   | Spanje    | 5   | 0 | 0 | 5 | 127 | 149 | −22 | 0   |

| 7 december 2018 18.00 | Spanje   | 23–29   | Duitsland                  | Palais des Sports Jean Weille, Nancy Toeschouwers: 2.217 Scheidsrechters: Alpaidze, Berjozkina (RUS) |
| 7 december 2018 18.00 | Martín 7 | (9–17)  | Bölk, Geschke, Schmelzer 4 | Palais des Sports Jean Weille, Nancy Toeschouwers: 2.217 Scheidsrechters: Alpaidze, Berjozkina (RUS) |
| 7 december 2018 18.00 | 1× 4× 1× | verslag | 2× 3×                      | Palais des Sports Jean Weille, Nancy Toeschouwers: 2.217 Scheidsrechters: Alpaidze, Berjozkina (RUS) |

| 7 december 2018 21.00 | Hongarije | 25–38   | Noorwegen | Palais des Sports Jean Weille, Nancy Toeschouwers: 2.180 Scheidsrechters: Christiansen, Hansen (DEN) |
| 7 december 2018 21.00 | Tóth 6    | (12–19) | Løke 7    | Palais des Sports Jean Weille, Nancy Toeschouwers: 2.180 Scheidsrechters: Christiansen, Hansen (DEN) |
| 7 december 2018 21.00 | 1× 4×     | verslag | 1× 5×     | Palais des Sports Jean Weille, Nancy Toeschouwers: 2.180 Scheidsrechters: Christiansen, Hansen (DEN) |

| 9 december 2018 15.00 | Hongarije | 26–25   | Duitsland | Palais des Sports Jean Weille, Nancy Toeschouwers: 2.926 Scheidsrechters: Mošorinski, Pandžić (SRB) |
| 9 december 2018 15.00 | Lukács 7  | (12–10) | Stolle 9  | Palais des Sports Jean Weille, Nancy Toeschouwers: 2.926 Scheidsrechters: Mošorinski, Pandžić (SRB) |
| 9 december 2018 15.00 | 2×        | verslag | 2× 1×     | Palais des Sports Jean Weille, Nancy Toeschouwers: 2.926 Scheidsrechters: Mošorinski, Pandžić (SRB) |

| 9 december 2018 18.00 | Nederland       | 29–24   | Roemenië   | Palais des Sports Jean Weille, Nancy Toeschouwers: 3.016 Scheidsrechters: Bonaventura, Bonaventura (FRA) |
| 9 december 2018 18.00 | Abbingh, Bont 6 | (11–10) | Buceschi 8 | Palais des Sports Jean Weille, Nancy Toeschouwers: 3.016 Scheidsrechters: Bonaventura, Bonaventura (FRA) |
| 9 december 2018 18.00 | 1× 2×           | verslag | 3× 2×      | Palais des Sports Jean Weille, Nancy Toeschouwers: 3.016 Scheidsrechters: Bonaventura, Bonaventura (FRA) |

| 11 december 2018 18.00 | Spanje     | 25–27   | Roemenië | Palais des Sports Jean Weille, Nancy Toeschouwers: 2.359 Scheidsrechters: Vranes, Wenninger (AUT) |
| 11 december 2018 18.00 | González 6 | (12–10) | Neagu 7  | Palais des Sports Jean Weille, Nancy Toeschouwers: 2.359 Scheidsrechters: Vranes, Wenninger (AUT) |
| 11 december 2018 18.00 | 1× 3×      | verslag | 1× 3×    | Palais des Sports Jean Weille, Nancy Toeschouwers: 2.359 Scheidsrechters: Vranes, Wenninger (AUT) |

| 11 december 2018 21.00 | Nederland | 16–29   | Noorwegen  | Palais des Sports Jean Weille, Nancy Toeschouwers: 1.803 Scheidsrechters: Mošorinski, Pandžić (SRB) |
| 11 december 2018 21.00 | Polman 4  | (7–15)  | Jacobsen 5 | Palais des Sports Jean Weille, Nancy Toeschouwers: 1.803 Scheidsrechters: Mošorinski, Pandžić (SRB) |
| 11 december 2018 21.00 | 1×        | verslag | 1× 3×      | Palais des Sports Jean Weille, Nancy Toeschouwers: 1.803 Scheidsrechters: Mošorinski, Pandžić (SRB) |

| 12 december 2018 15.45 | Spanje   | 26–33   | Noorwegen | Palais des Sports Jean Weille, Nancy Toeschouwers: 1.791 Scheidsrechters: Bonaventura, Bonaventura (FRA) |
| 12 december 2018 15.45 | López 5  | (17–18) | Oftedal 8 | Palais des Sports Jean Weille, Nancy Toeschouwers: 1.791 Scheidsrechters: Bonaventura, Bonaventura (FRA) |
| 12 december 2018 15.45 | 1× 5× 1× | verslag | 1×        | Palais des Sports Jean Weille, Nancy Toeschouwers: 1.791 Scheidsrechters: Bonaventura, Bonaventura (FRA) |

| 12 december 2018 18.00 | Hongarije        | 31–29   | Roemenië | Palais des Sports Jean Weille, Nancy Toeschouwers: 1.844 Scheidsrechters: Bennani, Bennani (SWE) |
| 12 december 2018 18.00 | Háfra, Schatzl 6 | (17–17) | Neagu 9  | Palais des Sports Jean Weille, Nancy Toeschouwers: 1.844 Scheidsrechters: Bennani, Bennani (SWE) |
| 12 december 2018 18.00 | 2× 4×            | verslag | 1× 2×    | Palais des Sports Jean Weille, Nancy Toeschouwers: 1.844 Scheidsrechters: Bennani, Bennani (SWE) |

| 12 december 2018 21.00 | Nederland        | 27–21   | Duitsland | Palais des Sports Jean Weille, Nancy Toeschouwers: 2.104 Scheidsrechters: Alpaidze, Berjozkina (RUS) |
| 12 december 2018 21.00 | Dulfer, Polman 6 | (13–11) | Geschke 5 | Palais des Sports Jean Weille, Nancy Toeschouwers: 2.104 Scheidsrechters: Alpaidze, Berjozkina (RUS) |
| 12 december 2018 21.00 | 1×               | verslag | 1×        | Palais des Sports Jean Weille, Nancy Toeschouwers: 2.104 Scheidsrechters: Alpaidze, Berjozkina (RUS) |

## Eindronde

### Wedstrijd om 5e/6e plaats
| 14 december 2018 14.00 | Zweden       | 29–38   | Noorwegen     | AccorHotels Arena, Parijs Toeschouwers: 8.639 Scheidsrechters: Năstase, Stancu (ROU) |
| 14 december 2018 14.00 | Lagerquist 7 | (14–22) | Kristiansen 6 | AccorHotels Arena, Parijs Toeschouwers: 8.639 Scheidsrechters: Năstase, Stancu (ROU) |
| 14 december 2018 14.00 | 2×           | verslag | 2× 1×         | AccorHotels Arena, Parijs Toeschouwers: 8.639 Scheidsrechters: Năstase, Stancu (ROU) |

### Halve finales
| 14 december 2018 17.30 | Rusland       | 28–22   | Roemenië         | AccorHotels Arena, Parijs Toeschouwers: 8.122 Scheidsrechters: Horváth, Márton (HUN) |
| 14 december 2018 17.30 | Vjachireva 13 | (16–15) | Dragut, Pintea 4 | AccorHotels Arena, Parijs Toeschouwers: 8.122 Scheidsrechters: Horváth, Márton (HUN) |
| 14 december 2018 17.30 | 2×            | verslag | 2× 7×            | AccorHotels Arena, Parijs Toeschouwers: 8.122 Scheidsrechters: Horváth, Márton (HUN) |

| 14 december 2018 21.00 | Nederland | 21–27   | Frankrijk   | AccorHotels Arena, Parijs Toeschouwers: 12.463 Scheidsrechters: García, Marín (ESP) |
| 14 december 2018 21.00 | Abbingh 7 | (11–12) | Nze Minko 6 | AccorHotels Arena, Parijs Toeschouwers: 12.463 Scheidsrechters: García, Marín (ESP) |
| 14 december 2018 21.00 | 2×        | verslag | 2× 3×       | AccorHotels Arena, Parijs Toeschouwers: 12.463 Scheidsrechters: García, Marín (ESP) |

### Wedstrijd om 3e/4e plaats
| 16 december 2018 14.00 | Roemenië        | 20–24   | Nederland | AccorHotels Arena, Parijs Toeschouwers: 13.145 Scheidsrechters: Vranes, Wenninger (AUT) |
| 16 december 2018 14.00 | Ardean-Elisei 6 | (8–15)  | Polman 7  | AccorHotels Arena, Parijs Toeschouwers: 13.145 Scheidsrechters: Vranes, Wenninger (AUT) |
| 16 december 2018 14.00 | 1× 2×           | verslag | 1×        | AccorHotels Arena, Parijs Toeschouwers: 13.145 Scheidsrechters: Vranes, Wenninger (AUT) |

### Finale
| 16 december 2018 17.30 | Rusland      | 21–24   | Frankrijk   | AccorHotels Arena, Parijs Toeschouwers: 14.000 Scheidsrechters: Christiansen, Hansen (DEN) |
| 16 december 2018 17.30 | Vjachireva 7 | (12–13) | Lacrabère 6 | AccorHotels Arena, Parijs Toeschouwers: 14.000 Scheidsrechters: Christiansen, Hansen (DEN) |
| 16 december 2018 17.30 | 1× 3×        | verslag | 2× 1×       | AccorHotels Arena, Parijs Toeschouwers: 14.000 Scheidsrechters: Christiansen, Hansen (DEN) |

## Eindrangschikking en onderscheidingen

### Eindrangschikking
| Rang | Ploeg      |
| ---- | ---------- |
|      | Frankrijk  |
|      | Rusland    |
|      | Nederland  |
| 4    | Roemenië   |
| 5    | Noorwegen  |
| 6    | Zweden     |
| 7    | Hongarije  |
| 8    | Denemarken |
| 9    | Montenegro |
| 10   | Duitsland  |
| 11   | Servië     |
| 12   | Spanje     |
| 13   | Slovenië   |
| 14   | Polen      |
| 15   | Tsjechië   |
| 16   | Kroatië    |

|  | Gekwalificeerd voor de Olympische Spelen 2020 en het wereldkampioenschap 2019 |
|  | Gekwalificeerd voor het wereldkampioenschap 2019                              |
|  | Naar play-offs kwalificatie wereldkampioenschap 2019                          |

### Onderscheidingen

#### All-Star Team
- Keeper:  Amandine Leynaud
- Rechterhoek:  Carmen Martín
- Rechteropbouw:  Alicia Stolle
- Middenopbouw:  Stine Bredal Oftedal
- Linkeropbouw:  Noémi Háfra
- Linkerhoek:  Majda Mehmedović
- Cirkelloper:  Crina Pintea

#### Overige onderscheidingen
- Meest waardevolle speler:  Anna Vjachireva
- Best verdedigende speler:  Kelly Dulfer

## Statistieken

### Topscorers
| Rang | Naam                  | Goals | Schoten | %  |
| ---- | --------------------- | ----- | ------- | -- |
| 1    | Katarina Krpež Slezak | 50    | 70      | 71 |
| 2    | Eliza Buceschi        | 45    | 67      | 67 |
| 3    | Cristina Neagu        | 44    | 82      | 54 |
| 4    | Anna Vjachireva       | 43    | 66      | 65 |
| 5    | Estelle Nze Minko     | 38    | 46      | 83 |
| 6    | Estavana Polman       | 36    | 73      | 49 |
| 7    | Nathalie Hagman       | 35    | 50      | 70 |
| 7    | Jovanka Radičević     | 35    | 51      | 69 |
| 9    | Đurđina Jauković      | 34    | 61      | 56 |
| 10   | Stine Bredal Oftedal  | 33    | 55      | 60 |
| 10   | Crina Pintea          | 33    | 52      | 63 |

### Topkeepers
| Rang | Naam             | %  | Reddingen | Schoten |
| ---- | ---------------- | -- | --------- | ------- |
| 1    | Silje Solberg    | 40 | 45        | 112     |
| 2    | Laura Glauser    | 36 | 41        | 114     |
| 2    | Amandine Leynaud | 36 | 60        | 165     |
| 2    | Katrine Lunde    | 36 | 57        | 160     |
| 5    | Maja Vojnović    | 35 | 9         | 26      |
| 6    | Blanka Bíró      | 33 | 45        | 136     |
| 6    | Filippa Idéhn    | 33 | 61        | 184     |
| 6    | Tess Wester      | 33 | 78        | 238     |
| 9    | Iulia Dumanska   | 32 | 48        | 148     |
| 9    | Anna Sedojkina   | 32 | 68        | 212     |
| 9    | Sandra Toft      | 32 | 46        | 145     |

## Uitzendrechten
In het gastland Frankrijk trokken de wedstrijden van het Franse nationale team, hoge kijkcijfers. De finale tussen Frankrijk en Rusland op de commerciële zender TF1, trok gemiddeld 5,4 miljoen kijkers.